# 佐佐木氏灰木
佐佐木氏灰木（学名：Symplocos sasakii）为灰木科灰木属下的一个种。
台灣特有種，原生地僅分布於台灣恆春半島。